# تیله‌بن
تیله‌بن، روستایی است از توابع بخش چهاردانگه شهرستان ساری در استان مازندران ایران. اثر تاریخی حمام تیله بن در این روستا جای دارد.

## جمعیت
این روستا در دهستان چهاردانگه قرار داشته و براساس آخرین سرشماری مرکز آمار ایران که در سال ۱۳۸۵ صورت گرفته، جمعیت آن ۴۹نفر (۲۱خانوار) بوده‌است.